# Ерохина (деревня)
Ерохина — деревня в Юргамышском районе Курганской области России. Входит в состав Гороховского сельсовета.  

## История
Деревня основана во второй половине XVIII века крестьянами переселенцами, в основном староверами―единоверцами.
В 1887―1895 годы построили деревянную Гаврило-Архангельскую единоверческую церковь. Церковь была не достроена, но службы начались в ней с 1890 года. Первым священником был Пётр Вонифатиев Маркин (1890–декабрь 1894 года), с 6 июля 1892 года с ним начал служить псаломщиком Александр Попов; с 3 декабря 1894 года – священник Илья Инфантьев. Ерохинскую церковь посещали единоверцы сёл Ерохино и Кипель, деревень Разбегаевой, Гороховой, Красиковой; а так как священник был православным, то иногда, но очень редко, церковь посещали и православные.
В 1900 году открыли Ерохинскую церковно-приходскую школу для обучения детей из деревень Ерохиной и Красиковой. Закон Божий преподавал священник Илья Инфаньтьев. В 1900―1901 годы Инфантьев раскопал 3 кургана около деревни Ерохиной, сведения о раскопках находятся в Санкт-Петербурге.
До 1917 года в составе Кипельской волости Челябинского уезда Оренбургской губернии. По данным на 1926 год состояла из 75 хозяйств. В административном отношении входила в состав Гороховского сельсовета Юргамышского района Курганского округа Уральской области.
После революции 1917 года в России Ерохинская церковь простояла до 1939 года, потом разрушили и село Ерохино стало деревня Ерохина.
В 2010 году братья Бадулины Андрей и Иван нашли один из трёх колоколов, которые были установлены на Ерохинской церкви. Колокол массой 48 кг был отлит в 1810 году.
Деревня состоит из одной улицы Степной. Есть Ерохинская начальная общеобразовательная школа.
На данный момент деревня Ерохина находится на грани исчезновения.

## География
Деревня Ерохина расположена в 3-х километрах юго-восточнее села Горохово на левом берегу реки Юргамыш. 
Расстояние до: 
- центра сельского совета село Горохово ― 5 километров.
- районного центра рабочего посёлка Юргамыш ― 19 километров.
- областного центра города Курган ― 49 километров.

Рядом с деревней в долине ручья Клепечиха расположены знаменитые грязевые вулканы Ерохинские глиняные квашни.

## Население
По данным переписи 1926 года в деревне проживало 324 человека (153 мужчины и 171 женщина), в том числе: русские составляли 100 % населения.
| 1989 | 2002 | 2010 |
| ---- | ---- | ---- |
| 55   | ↗88  | ↘26  |